# 長谷川正榮
長谷川 正榮（はせがわ まさよし、1945年（昭和20年）9月9日 - ）は日本の官僚、政治家。第11～13代浜北市長。静岡県浜北市（現：浜松市浜名区）出身。

## 略歴

### 学歴
- 1964年（昭和39年）3月 静岡県立浜松北高等学校卒
- 1968年（昭和43年）3月 東京大学経済学部卒

### 職歴
- 1968年（昭和43年）4月 大蔵省入省（大臣官房財務参事官付）
- 1968年（昭和43年）6月 国際金融局総務課
- 1968年（昭和43年）7月 国際金融局投資第一課
- 1969年（昭和44年）10月 大阪国税局調査部
- 1970年（昭和45年）8月 大臣官房調査企画課
- 1971年（昭和46年）7月 関税局企画課企画第一係長心得[2]
- 1973年（昭和48年）7月 尾張瀬戸税務署長
- 1974年（昭和49年）7月 厚生省児童家庭局児童手当課長補佐[3]
- 1975年（昭和50年）1月 厚生省年金局企画課長補佐
- 1976年（昭和51年）7月 証券局資本市場課長補佐
- 1977年（昭和52年）7月 理財局国庫課長補佐
- 1979年（昭和54年）7月 外務省研修所
- 1980年（昭和55年）5月 在香港総領事館領事
- 1983年（昭和58年）6月 大臣官房企画官
- 1986年（昭和61年）6月 理財局国有財産審査課長
- 1987年（昭和62年） 近畿財務局総務部長
- 1988年（昭和63年） 銀行局検査部審査課長
- 1990年（平成2年） 環境庁企画調整局企画調整課長
- 1992年（平成4年）6月 名古屋税関長
- 1993年（平成5年）6月 大臣官房参事官

中小企業事業団理事などを経て平成8年4月に市長に初当選。平成17年6月まで3期務める。母親と妻、一女二男。